# Roy Lee Johnson
Roy Lee Johnson (31 de diciembre de 1938) es un compositor estadounidense de R&B y soul, cantante y guitarrista. Su obra más conocida es Mr. Moonlight, que ha sido interpretada por muchos artistas, incluyendo a The Beatles.

## Biografía
Roy Lee Johnson nació en Centralhatchee, Georgia, y comenzó a tocar la guitarra cuando era niño. Alrededor de 1955, se unió a su primera banda, The Brassettes, y junto a Robert Ward, tocaron en locales de baile en Hogansville y alrededores. Después de que la banda ganara un concurso de talentos en Atlanta, grabaron la canción compuesta por Johnson, Nobody Does Something For Nothing, para el pequeño sello Stat. A finales de 1950, Johnson se mudó a Ohio, uniéndose junto con Robert Ward a los Ohio Untouchables. Sin embargo, en 1961 regresó a Atlanta, y comenzó a tocar en la banda Piano Red & The Interns. Su canción Mr. Moonlight, que escribió Johnson mientras estudiaba en la escuela secundaria, fue grabada por primera vez por Piano Red, también conocidos como Dr. Feelgood & The Interns, y lanzada en 1962 como b-side del top 5 de las listas Inglesas I Think Of You con el sello OKeh Records.
Johnson dejó The Interns en el año 1963, y lanzó su primer sencillo en solitario, Too Many Tears, con OKeh ese mismo año. Ni este sencillo ni el siguiente, una reedición de Nobody Does Something For Nothing, consiguieron gran repercusión. Sin embargo, en 1964 The Beatles hicieron una versión de Mr. Moonlight en el álbum Beatles for Sale (Beatles '65 en los EE. UU.), cuyo éxito permitió a Johnson formar su propia banda. Grabó tres singles para Columbia Records entre 1966-67, incluyendo My Best Just Ain’t Good Enough, y otro single para el sello Josie Records. Otis Redding, que anteriormente ya había apoyado su carrera, le presentó a Phil Walden, con quien grabó tres sencillos en 1968 en los estudios FAME en Muscle Shoals, Alabama, con el grupo Muscle Shoals Rhythm Section. Los sencillos fueron Cheer Up, Daddy’s Coming Home y Take Me Back And Try Me, pero de nuevo no consiguieron un gran éxito. En 1973 formó una nueva banda, Roy Lee Johnson & The Villagers, quienes grabaron un álbum homónimo para Stax Records, influenciados por el estilo funk de James Brown. Sin embargo, la banda se separó después de la muerte súbita del bajista de 21 años Michael James.
Johnson continuó lanzando sencillos ocasionalmente entre los años 1970 y 1980, creando su propio estudio y, actualmente, continúa trabajando con varias bandas. A principios de 1990, las canciones que había grabado fueron publicadas en Inglaterra en un álbum llamado All Night Long (Howzat LBW1). En el año 2003, lanzó un nuevo álbum When a Guitar Plays the Blues.